# Икса (приток Тавды)
Икса (в верховье Большая Икса) — река в России, протекает по Таборинскому району Свердловской области. Устье реки находится в 338 км по левому берегу реки Тавда. Длина реки составляет 129 км.
Высота устья — 49 м над уровнем моря.

## Притоки
- 45 км: Малая Икса
- 61 км: Шевья
- 87 км: Утья
- 99 км: Песчеш

## Данные водного реестра
По данным государственного водного реестра России относится к Иртышскому бассейновому округу, водохозяйственный участок реки — Тавда от истока и до устья, без реки Сосьва от истока до водомерного поста у деревни Морозково, речной подбассейн реки — Тобол. Речной бассейн реки — Иртыш.
Код объекта в государственном водном реестре — 14010502512111200012984.